# Manuel Portela Valladares
Manuel Portela Valladares (Pontevedra, 31 gennaio 1867 – Bandol, 29 aprile 1952) è stato uno storico e politico spagnolo.

## Biografia
Tra gennaio e aprile 1935 fu Presidente della Generalitat de Catalunya, durante il periodo della sospensione dello statuto di autonomia.
In seguito è stato Presidente del Consiglio dei ministri spagnolo dal 14 dicembre 1935 al 9 febbraio 1936, nominato dal presidente della repubblica Niceto Alcalá-Zamora con lo scopo di creare uno schieramento politico tra le sinistre e la destra della CEDA. Alle elezioni del 16 febbraio 1936 lanciò il suo "Partido del Centro Democrático", che ottenne solo il 3,5%. Fu eletto comunque alle Cortes e restò fedele alla Repubblica.
Fu membro della Massoneria, iniziato il 28 ottobre 1920 nella Loggia Fénix n. 381, di Barcellona, col nome simbolico di "Voluntad". Due anni dopo fu insignito del 33º grado del Rito scozzese antico ed accettato, nel quale fu membro attivo del Supremo Consiglio. Nel 1923 ebbe luogo la riorganizzazione del Grande Oriente Spagnolo in Grandi logge regionali federate e Portela, designato Gran Maestro Regionale della Gran Loggia Regionale del Nordeste, ne fu uno dei principali artefici. Si dimise da questa carica per un disaccordo sulla direzione presa nei riguardi del simbolismo a partire dal 1924. Nel 1924 e 1925 fu delegato dell'obbedienza nella firma di un trattato d'amicizia con la Gran Loggia Spagnola. Fu pure membro della Loggia Liberación n. 2 di Barcellona. Il primo marzo 1940 il regime franchista  promulgò una legge sulla repressione della massoneria e del comunismo  e nel 1941 il tribunale speciale istituito per applicarla lo condannò a 30 anni di carcere. Dopo la vittoria del franchismo, andò in esilio in Francia, dove fu arrestato dalla Gestapo, che però non concesse l'estradizione chiesta dal governo franchista. Come altri massoni esiliati antifascisti spagnoli fu membro del Grande Oriente Federale Argentino, in qualità di consigliere residente all'estero.